# Graft-De Rijp
Graft-De Rijp (anhörenⓘ) war eine Gemeinde in der niederländischen Provinz Nordholland, die zuletzt 6406 Einwohner (Stand 31. Dezember 2014) auf einer Gesamtfläche von 21,76 km² zählte. Seit dem 1. Januar 2015 gehört das ehemalige Gemeindegebiet zur Gemeinde Alkmaar.

## Lage und Wirtschaft
Das Zwillingsdorf liegt zwischen den Städten Alkmaar und Purmerend am Rande des Polders Beemster. Die wichtigsten Erwerbsquellen sind der Land- und Gartenbau sowie der Tourismus.

## Ortschaften der früheren Gemeinde
- De Rijp
- Graft
- Markenbinnen
- Noordeinde
- Oost-Graftdijk
- Starnmeer
- West-Graftdijk

Bauerschaft:
- Kogerpolder

## Geschichte
Die beiden Dörfer Graft und De Rijp entstanden beide im Mittelalter. Im Goldenen Zeitalter, dem 17. Jahrhundert, waren es wichtige Orte, wo viele Seefahrer, Hochseefischer und Walfänger lebten. Die nahen Binnenseen Beemster (1607–1612), Purmer (1618–1622), Wormer (1624–1626) und Schermer wurden unter der Leitung des De Rijper Mühlenbauers Jan Adriaanszoon Leeghwater trockengelegt und in Polder mit fruchtbaren Wiesen umgewandelt. Nach 1680 verarmten die beiden rivalisierenden Dörfer stark.
Am 1. Januar 2015 wurde Graft-De Rijp in die Gemeinde Alkmaar eingegliedert.

## Politik

### Sitzverteilung im Gemeinderat
| Partei       | Sitze | Sitze |
| Partei       | 2006  | 2010  |
| ------------ | ----- | ----- |
| PvdA         | 5     | 5     |
| VVD          | 3     | 3     |
| CDA          | 4     | 3     |
| Het Verschil | 1     | 2     |
| Gesamt       | 13    | 13    |

## Sehenswürdigkeiten
Das westlich gelegene Graft hat ein sehenswertes Rathaus aus dem Jahr 1613.
Das östlich davon gelegene De Rijp wirkt wie ein Freilichtmuseum: Etwa 300 Häuser mit Holzgiebeln aus dem 17. und 18. Jahrhundert in nordholländischem Stil stehen noch an den kleinen Grachten und Straßen. Auch das Rathaus (1630) mit Waag und die Kirche im Zentrum sind sehenswert. In der Umgebung lohnt sich eine Rad- oder Autotour durch die Polderlandschaft mit den alten, monumentalen Bauernhöfen.

## Verkehr
Durch De Rijp verläuft von West nach Ost die Nationalstraße N 244 von Alkmaar nach Purmerend.
Die R-Net-Buslinie 305 verkehrt von De Rijp im 30-Minuten-Takt nach Amsterdam Centraal über Purmerend. Die Verbindung von Graft und De Rijp zur Stadt Alkmaar wird mit der Buslinie 123 des Verkehrsunternehmens Connexxion hergestellt. Außerdem gibt es die Lokalbuslinie 416 (Buurtbus) über Middenbeemster nach Purmerend.

## Persönlichkeiten
- Johan de Haas (1897–1945), Autor und Anarchist

## Galerie De Rijp

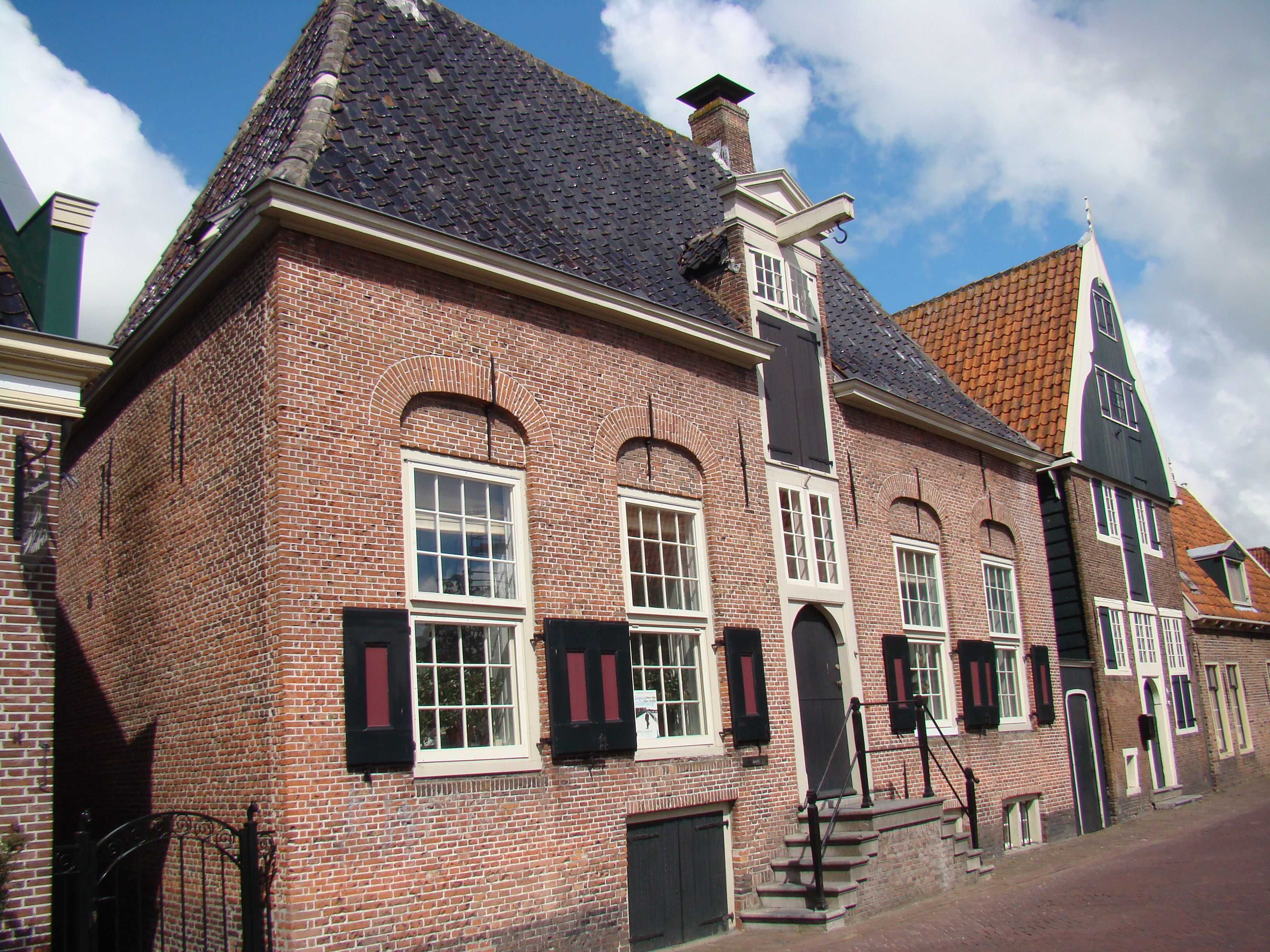
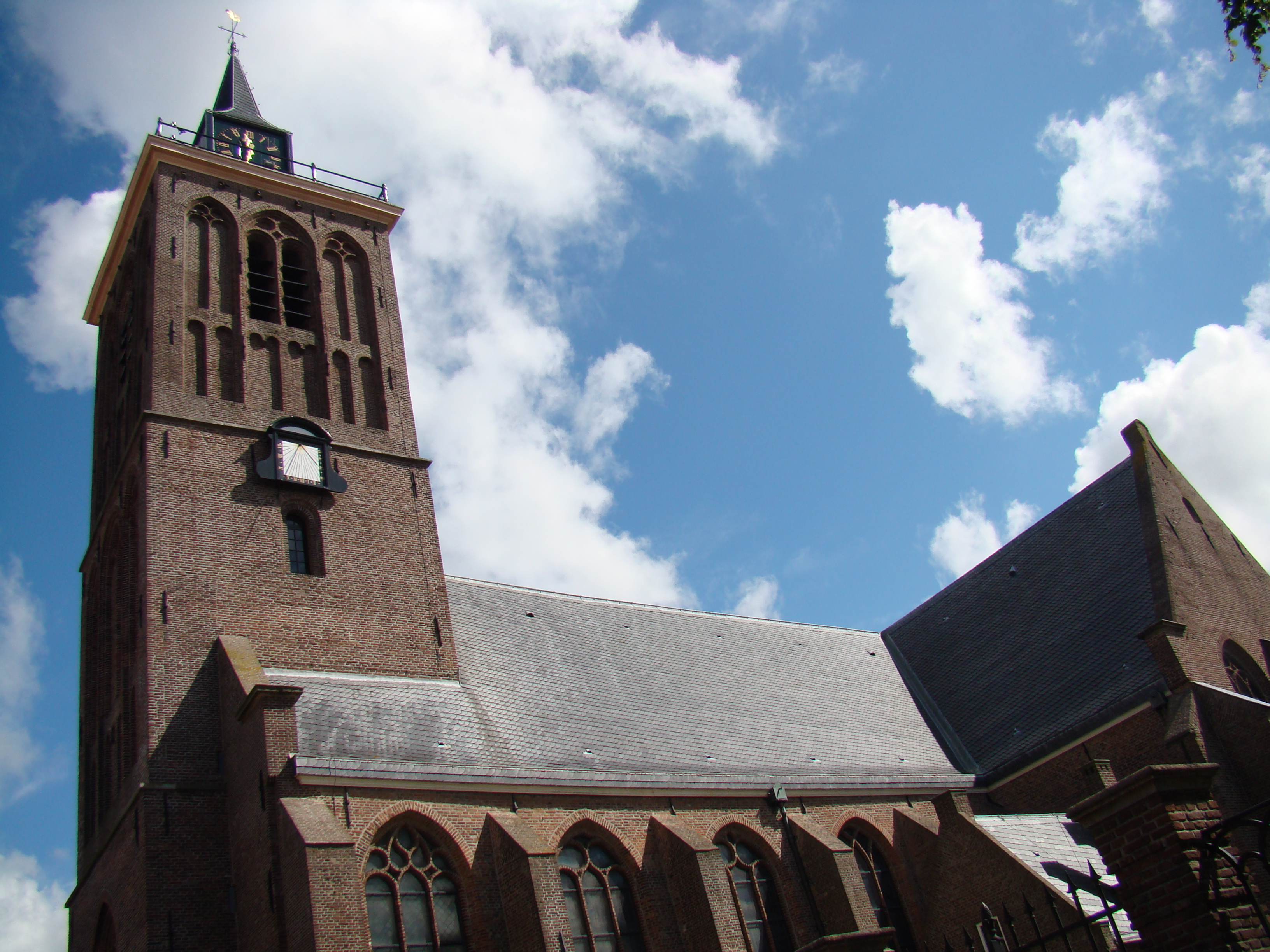
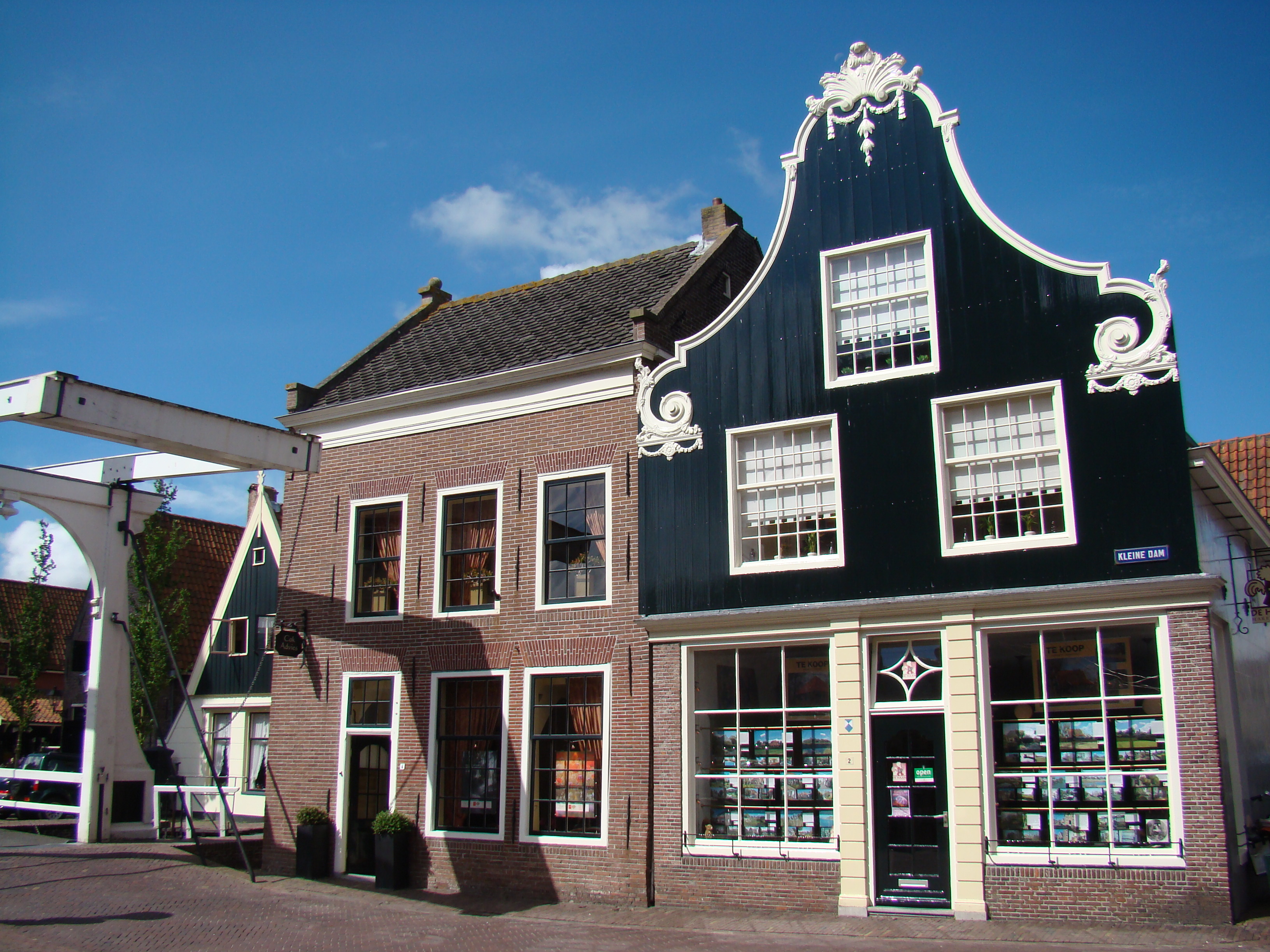
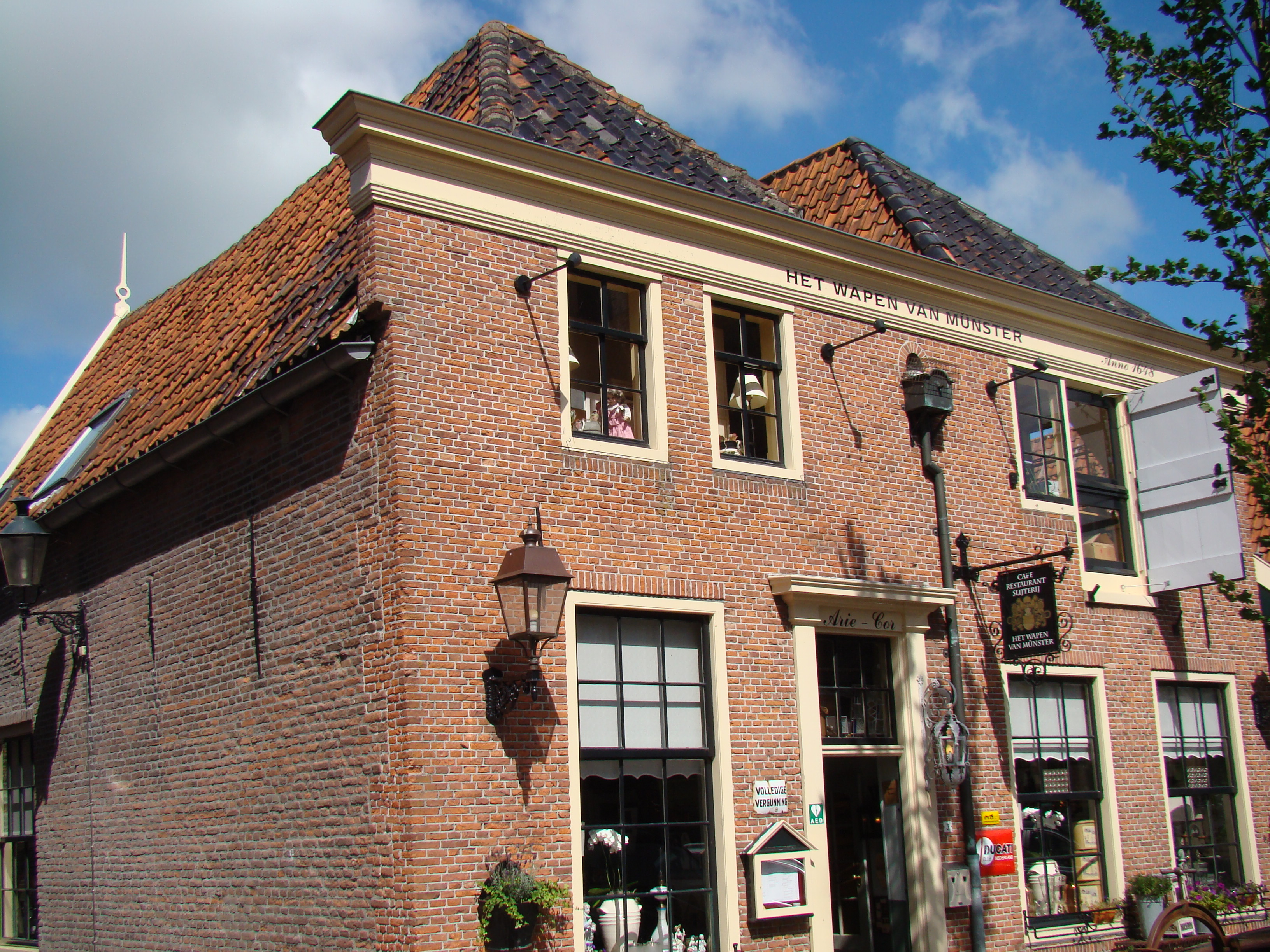
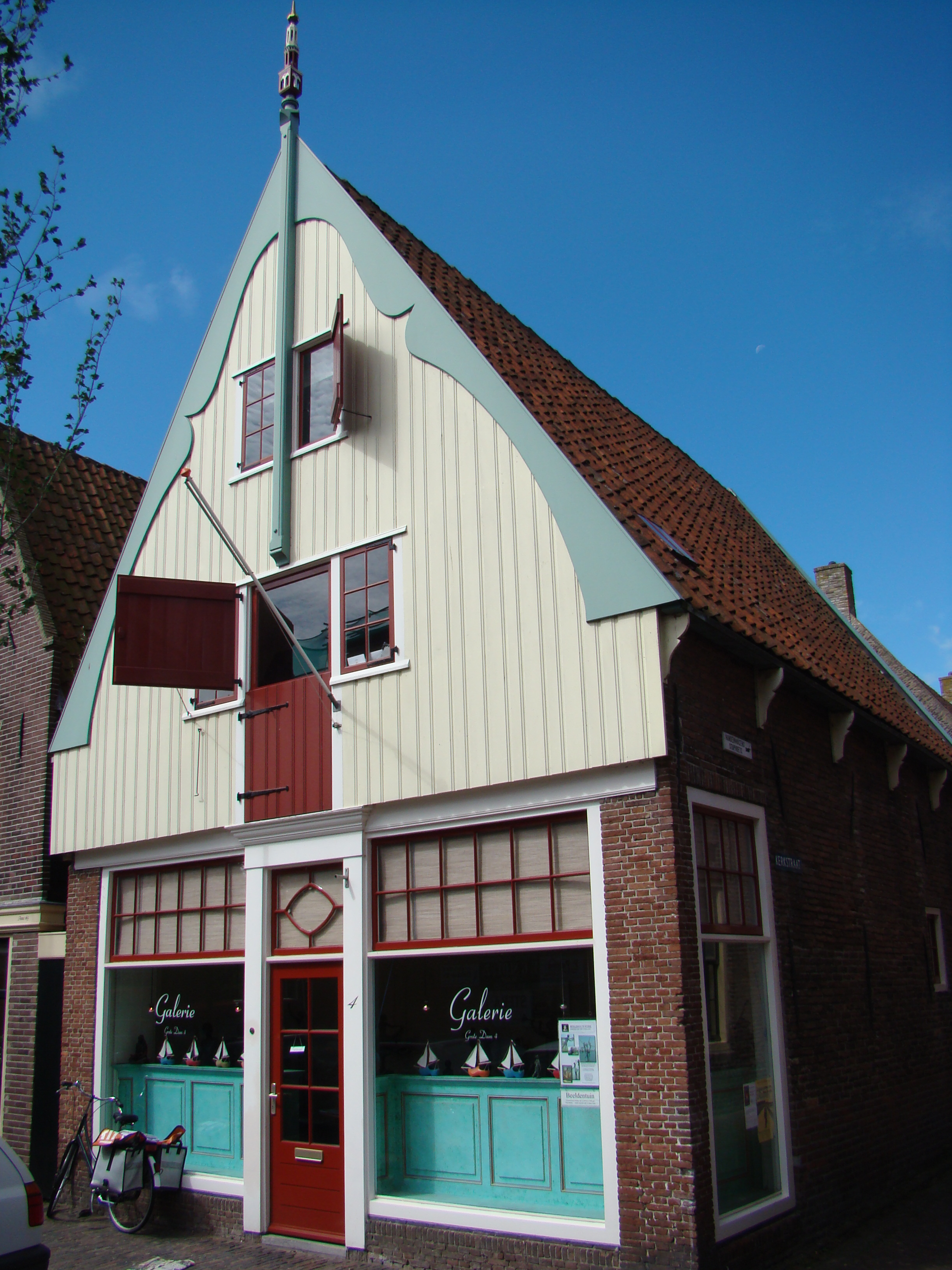
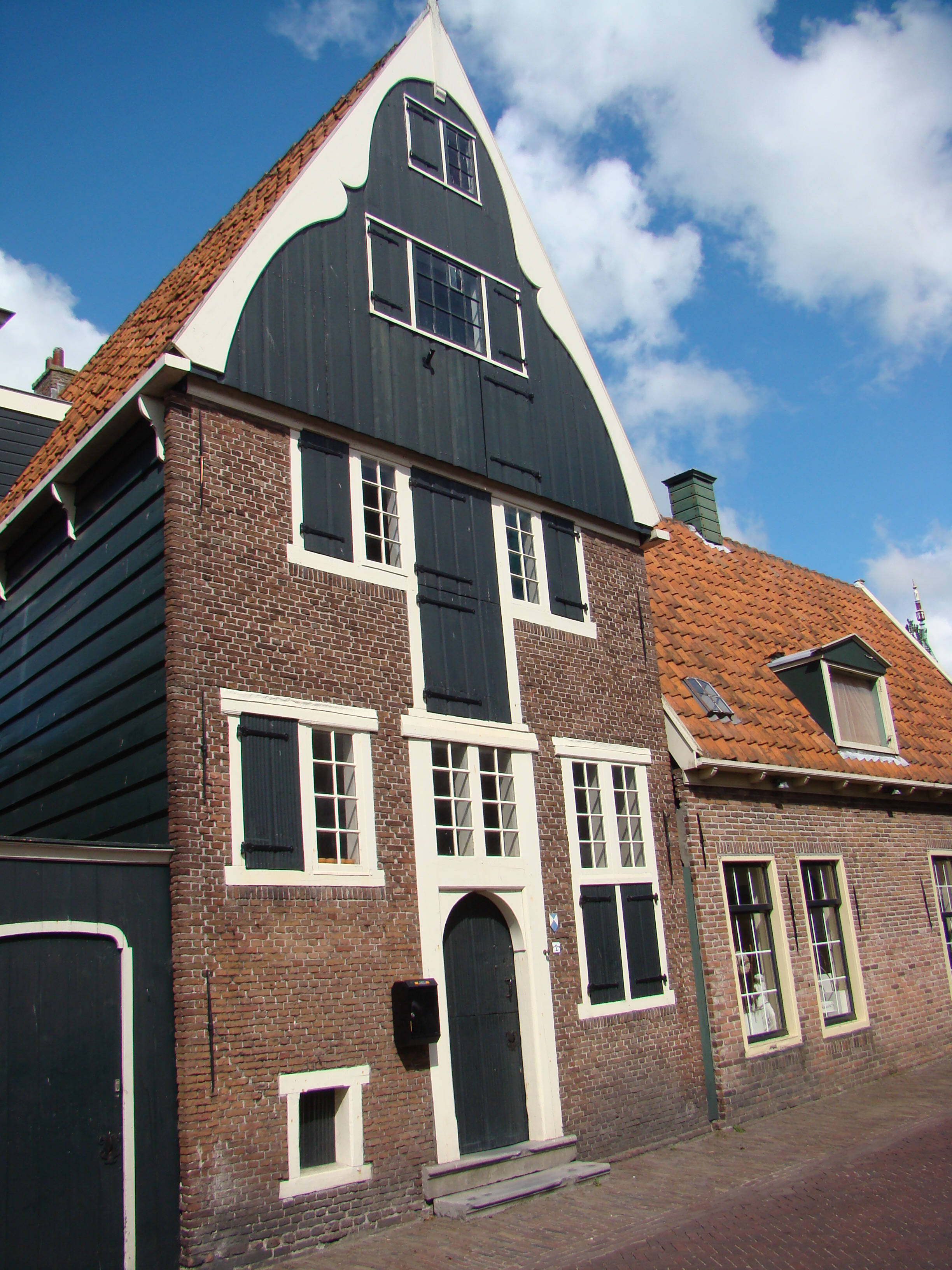
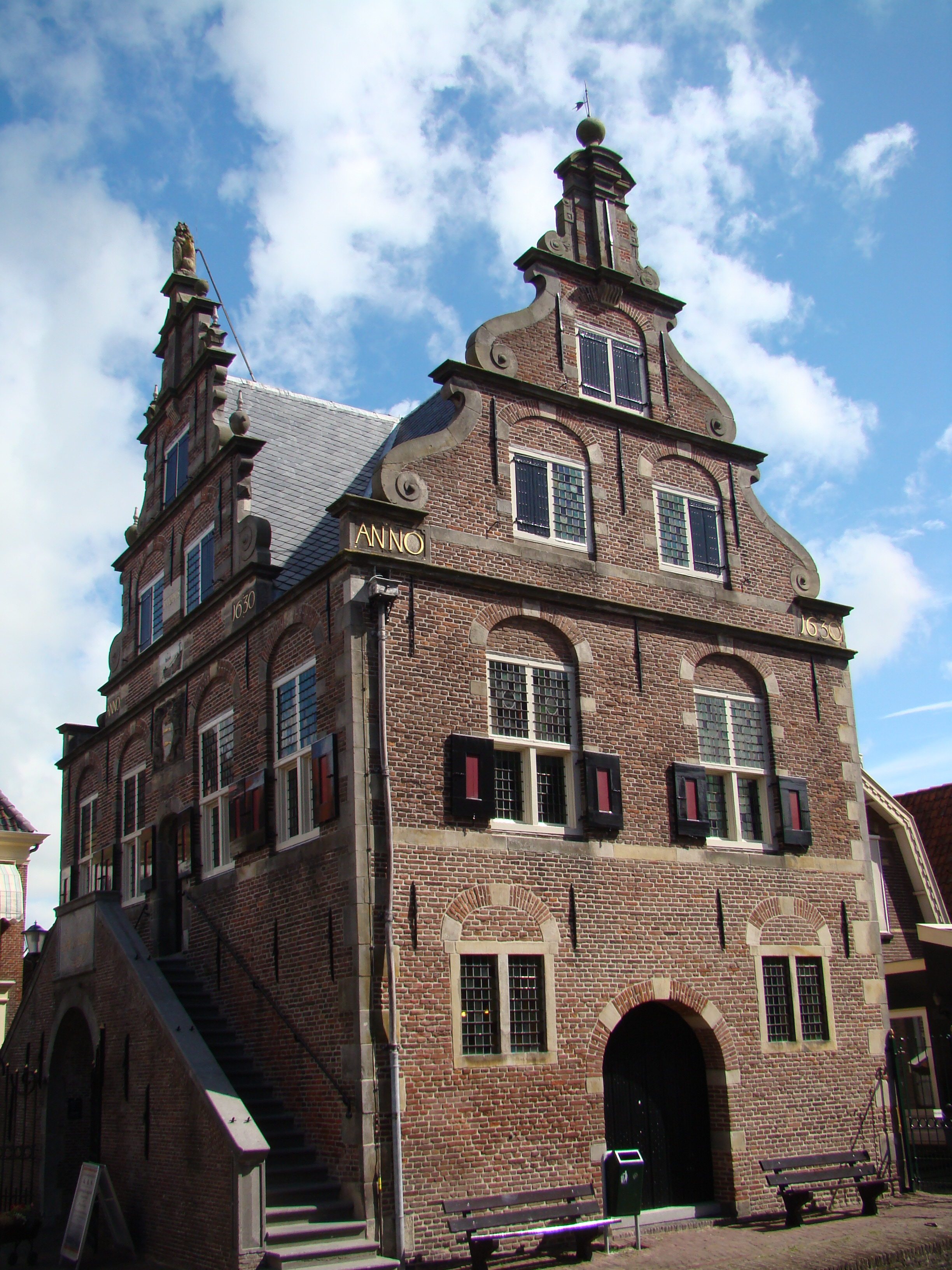
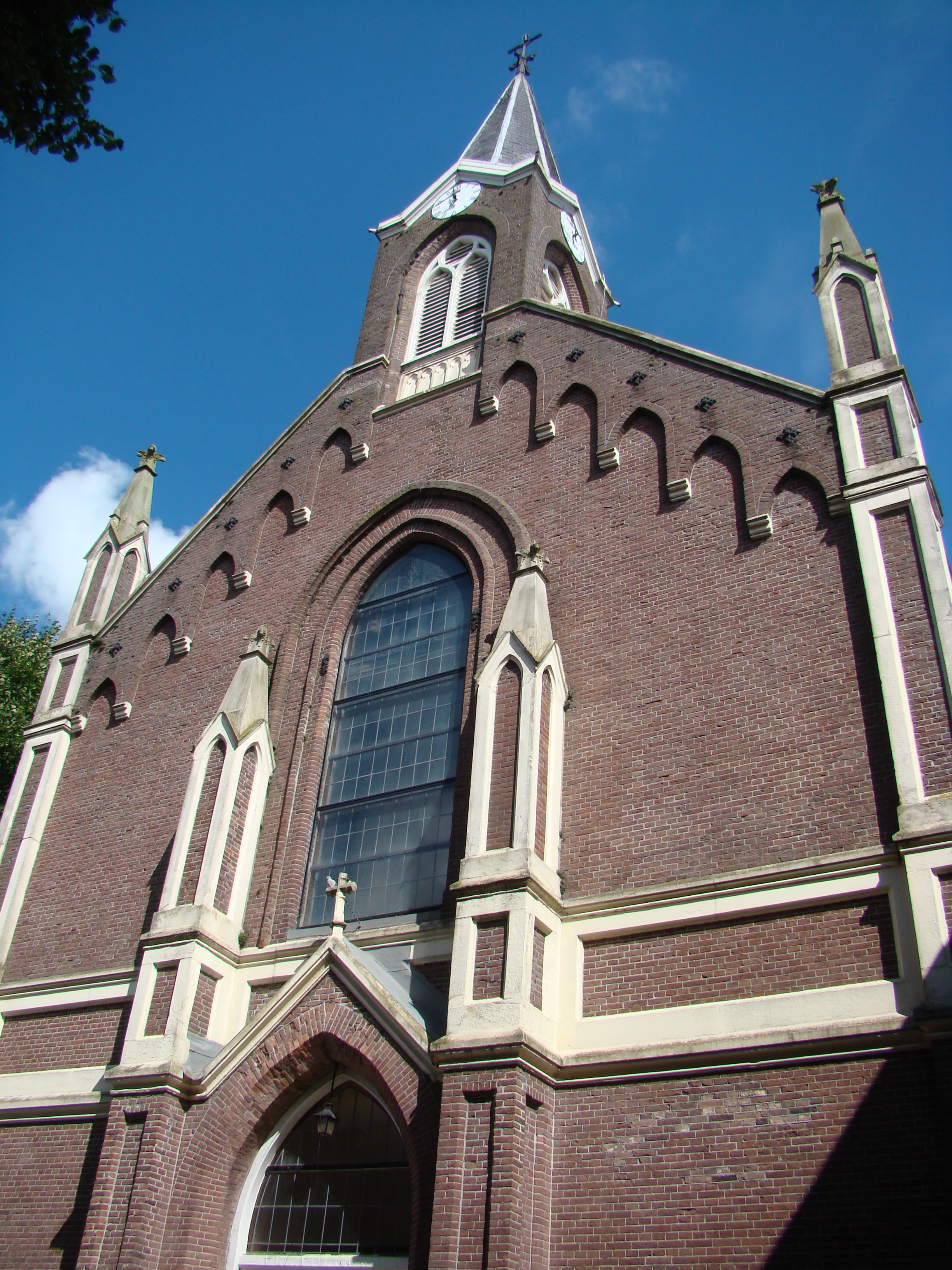